# 古尔伯维尔
古尔伯维尔（法語：Gourbesville，法語發音：[ɡuʁbəvil]）是法国芒什省的一个旧市镇，属于瑟堡区。2016年，古尔伯维尔与邻近的4个市镇并入市镇皮科维尔。

## 地理
古尔伯维尔（49°25'15"N, 1°24'36"W）面积8.18 平方千米，位于法国诺曼底大区芒什省，该省份为法国西北部沿海省份，西、北、东北三面环大西洋，东起顺时针与卡爾瓦多斯省、奧恩省、马耶讷省和伊勒-维莱讷省接壤。
与古尔伯维尔接壤的市镇（或旧市镇、城区）包括：昂夫勒维尔、埃蒂安维尔、弗雷维尔、勒阿姆、奥尔格朗德。

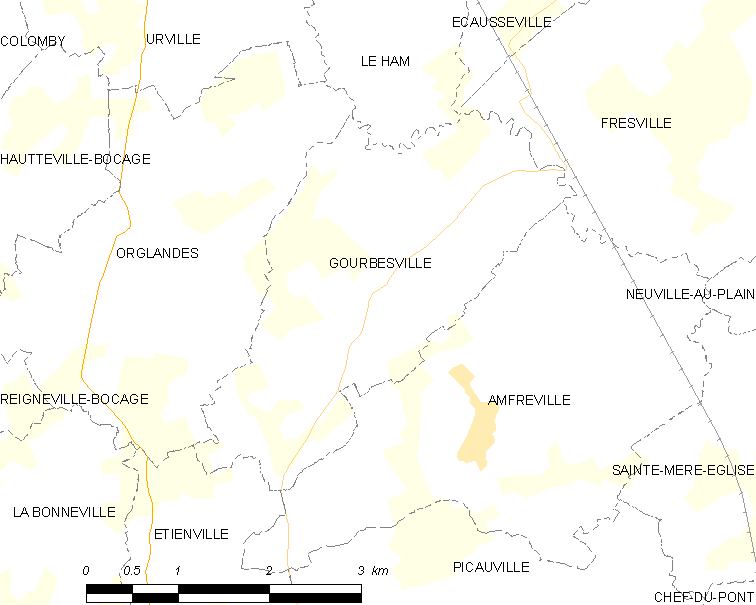
古尔伯维尔的OSM定位图

古尔伯维尔的时区为UTC+01:00、UTC+02:00（夏令时）。

## 行政
古尔伯维尔的邮政编码为50480，INSEE市镇编码为50212。

## 政治
古尔伯维尔所属的省级选区为卡朗唐莱马赖县。

## 人口

1962-2008年间古尔伯维尔人口变化图示

古尔伯维尔于2018年1月1日时的人口数量为168人。